# Otto Winkelmann (Romanist)
Otto Winkelmann (* 26. Januar 1949 in Waibstadt) ist ein deutscher Romanist.

## Leben
Nach dem Studium (1967–1972) der Romanistik und Anglistik an der Universität Mannheim war er von 1972 bis 1975 wissenschaftlicher Mitarbeiter am DFG-Projekt Rumänisches etymologisches Wörterbuch. Nach der Magisterprüfung 1972 war er von 1976 bis 1987 wissenschaftlicher Mitarbeiter bzw. Hochschulassistent am Romanischen Seminar der Universität Mannheim. Nach der Promotion 1978 zum Dr. phil. an der Universität Mannheim in den Fächern Romanistik und Anglistik und der Habilitation 1987 für das Fach Romanische Philologie an der Universität Mannheim (Ernennung zum Privatdozenten) war er von 1988 bis 1992 Professor (C 3) für Romanische Sprachwissenschaft an der Universität Eichstätt. Seit 1993 lehrte er als Professor (C 4) für Romanische Sprachwissenschaft an der Justus-Liebig-Universität Gießen. 2014 trat er in den Ruhestand.
Seine Forschungsschwerpunkte sind vergleichende Grammatik der romanischen Sprachen, Sprachvariation, insbesondere Sprachgeographie und anwendungsorientierte Linguistik, insbesondere linguistische Analyse von Fachtexten und Werbebotschaften.

## Schriften (Auswahl)
- Artikelwahl, Referenz und Textkonstitution in der französischen Sprache. Frankfurt am Main 1978, ISBN 3-88129-171-7.
- Untersuchungen zur Sprachvariation des Gaskognischen im Val d’Aran (Zentralpyrenäen). Tübingen 1989, ISBN 3-484-52224-0.
- mit Wolfgang Reumuth: Praktische Grammatik der portugiesischen Sprache. Wilhelmsfeld 2013, ISBN 978-3-936496-39-0.
- mit Wolfgang Reumuth: Praktische Grammatik der französischen Sprache. Wilhelmsfeld 2020, ISBN 3-936496-50-1.